# Athelges guitarra
Athelges guitarra är en kräftdjursart som beskrevs av Gaird och Bonnier 1890. Athelges guitarra ingår i släktet Athelges och familjen Bopyridae. Inga underarter finns listade i Catalogue of Life.